# Kabaneri of the Iron Fortress
Kabaneri of the Iron Fortress (甲鉄城のカバネリ?, Kōtetsujō no kabaneri, lett. "I kabaneri della fortezza di ferro") è una serie televisiva anime prodotta dalla Aniplex, diretta da Tetsurō Araki presso Wit Studio e trasmessa in Giappone nel contenitore noitaminA di Fuji TV dal 7 aprile al 30 giugno 2016. Un adattamento manga è stato serializzato sul Comic Garden della Mag Garden il 2 maggio 2016 al 5 novembre 2018, mentre due film riassuntivi per il cinema sono usciti rispettivamente il 31 dicembre 2016 e il 7 gennaio 2017. Un film intitolato La battaglia di Unato è stato distribuito nei cinema giapponesi nel maggio 2019. In Italia il film è stato distribuito da Netflix, e a differenza della serie è stato anche doppiato in italiano.

## Trama
Durante la rivoluzione industriale si diffonde un virus capace di trasformare gli uomini in kabane, morti viventi che non possono essere uccisi a meno che non gli venga trafitto il cuore. Sull'isola Hinomoto, per difendersi dalla minaccia le persone hanno costruito stazioni fortificate, luoghi in cui sopravvivono ogni giorno scambiandosi merci tramite locomotive a vapore rinforzate. Ikoma, uno dei fabbri addetti alla manutenzione dei treni, progetta una nuova arma per perforare lo strato di ferro che protegge il cuore dei kabane. L'occasione per provarla sopraggiunge quando l'equipaggio di una delle locomotive in arrivo alla sua stazione viene sopraffatto: mentre i kabane imperversano contro gli abitanti, Ikoma non solo ne uccide uno con la sua arma, ma trova anche un modo per fermare il virus su se stesso, donando così una nuova speranza al genere umano.

## Personaggi

I protagonisti Ikoma e Mumei

Ikoma (生駒?)
Doppiato da: Tasuku Hatanaka
Mumei (無名?)
Doppiata da: Sayaka Senbongi
Ayame Yomogawa (四方川 菖蒲?, Yomogawa Ayame)
Doppiata da: Maaya Uchida
Kurusu (来栖?)
Doppiato da: Toshiki Masuda
Takumi (逞生?)
Doppiato da: Yūki Kaji
Kajika (鰍?)
Doppiata da: Kanae Oki
Yukina (侑那?)
Doppiata da: Mariya Ise
Sukari (巣刈?)
Doppiato da: Ryōta Ōsaka
Kibito (吉備土?)
Doppiato da: Kensuke Satō
Biba Amatori (天鳥 美馬?, Amatori Biba)
Doppiato da: Mamoru Miyano

## Produzione
L'anime, realizzato da Wit Studio e diretto da Tetsurō Araki, è andato in onda dal 7 aprile al 30 giugno 2016. La sceneggiatura è stata scritta da Ichirō Ōkouchi, mentre il character design è stato sviluppato da Haruhiko Mikimoto. La serie è stata trasmessa in streaming da Amazon Studios attraverso il servizio Amazon Video, che da dicembre 2016 l'ha resa disponibile anche coi sottotitoli in italiano.

### Episodi
| Nº | Titolo italiano Giapponese 「Kanji」 - Rōmaji | In onda        | In onda |
| Nº | Titolo italiano Giapponese 「Kanji」 - Rōmaji | Giapponese     |         |
| 1  | Cadavere terrorizzato 「脅える屍」 - Obieru shikabane | 7 aprile 2016  |         |
| 1  | Ikoma è uno dei fabbri della stazione Aragane che assieme al suo amico Takumi progetta una nuova arma per trapassare lo strato di ferro che protegge il cuore dei kabane, morti viventi dotati di forza sovrumana che continuano a infettare l'umanità diffondendo un virus sconosciuto. L'unico modo per spostarsi da una stazione all'altra è usando locomotive a vapore rinforzate, ma un giorno l'equipaggio di una di esse viene sopraffatto schiantandosi a tutta velocità contro le mura di Aragane. Sfruttando l'occasione per mettere alla prova la sua arma, Ikoma attira e uccide uno dei kabane a costo della propria incolumità. Infetto, mentre il suo corpo inizia a trasformarsi in kabane, Ikoma prova a impedire al sangue di scorrere per le carotidi per non far arrivare il virus al cervello, riuscendo così a invertire il processo.                                           |                |         |
| 2  | Tenebre interminabili 「明けぬ夜」 - Akenu yoru | 21 aprile 2016 |         |
| 2  | In fuga verso l'unica locomotiva funzionante, Ikoma scopre che nel frattempo una ragazza di nome Mumei ha fatto strage di gran parte dei kabane nella stazione tutta da sola. Tuttavia mentre Ayame, unica sopravvissuta della famiglia a capo di Aragane, attiva il treno, i kabane tornano all'attacco. Affrontandoli, Ikoma si rende conto che in realtà il virus ha fatto effetto sul suo corpo, tanto che la guardia del corpo di Ayame, Kurusu, gli spara facendolo cadere dal vagone. Sfortunatamente, il meccanismo del treno per far calare il ponte levatoio delle mura si rivela essere danneggiato, e così Ikoma, facendosi strada tra i kabane, abbassa la leva sacrificandosi per gli altri. Riportato però a bordo da Mumei, viene svelata la verità: Ikoma è diventato come lei un kabaneri, ossia un essere vivente a metà tra uomini e kabane.                                      |                |         |
| 3  | Offerta di preghiera 「捧げる祈り」 - Sasageru inori | 28 aprile 2016 |         |
| 3  | Dopo aver convinto Ayame a far rimanere lei e Ikoma sul treno finché non raggiungeranno il quartiere fortificato, Mumei svela a Ikoma l'intenzione di addestrarlo per farlo diventare un suo prezioso alleato. Tuttavia, durante il tragitto, a causa di un guasto improvviso il treno è costretto a fermarsi, e così mentre gli anziani sfruttano l'occasione per celebrare i funerali e pregare per i morti, Mumei trova e uccide una persona infetta che era salita a bordo. Nel frattempo Ikoma, stremato dalle recenti ferite subite, perde il controllo e assale Ayame in cerca di sangue. |                |         |
| 4  | Il sangue versato 「流る血潮」 - Nagaru chishio | 5 maggio 2016  |         |
| 4  | Mentre Ikoma viene fatto tornare in sé da Kurusu, una nuova ondata di kabane induce l'equipaggio a ripartire. Tuttavia, siccome le decisioni di Ayame non sembrano essere all'altezza della situazione, i nobili prendono il controllo del treno proseguendo per una scorciatoia più pericolosa per i monti. Prima che Mumei e Ikoma trovino qualcuno disposto a dargli del sangue per fargli riprendere le energie, i kabane riescono a fare breccia nelle difese. Abbandonato da Mumei, troppo stanca per continuare a combattere, Ikoma ottiene quindi del sangue da Ayame per uccidere un kabane di tipo combattente che stava facendo strage dei soldati. Grazie a ciò, l'equipaggio ottiene la vittoria, concordando sul donare a turno d'ora in poi sangue ai kabaneri per usarli in battaglia come loro alleati.                                                                              |                |         |
| 5  | Inesorabile oscurità 「逃げられぬ闇」 - Nigerarenu yami | 12 maggio 2016 |         |
| 5  | In viaggio verso il quartiere fortificato, il treno raggiunge la stazione di Yashiro, da poco ridotta in rovina per via di un attacco dei kabane. Siccome i binari sono ostruiti da alcuni pilastri, Ikoma propone di attivare una gru nei paraggi per liberare il passaggio, ma pur avendo ideato un piano per agire in sicurezza, Mumei attacca frontalmente i kabane credendo di poterli sterminare con facilità. In realtà, i kabane in zona si rivelano essere molti di più, e così mentre Ikoma corre in soccorso di Mumei, un essere oscuro dalle fattezze enormi si risveglia dal sonno. |                |         |
| 6  | La luce in fondo al tunnel 「集う光」 - Tsudou hikari | 19 maggio 2016 |         |
| 6  | Nonostante Mumei rimanga bloccata in una miniera sotto alcune macerie, Ikoma decide di non abbandonarla e di affrontare i kabane fino all'arrivo dei soccorsi. Tornati sani e salvi a bordo del treno, Mumei spiega che la creatura oscura è una colonia fusa, ossia un ammasso di kabane gestito da un singolo cuore. Pianificato il modo di ucciderla, mentre il treno si dirige a tutta velocità verso l'uscita della stazione, Takumi usa un cannone per indebolirla così da permettere a Mumei di darle il colpo di grazia. |                |         |
| 7  | Implorando i cieli 「天に願う」 - Ten ni negau | 26 maggio 2016 |         |
| 7  | Raggiunta la stazione di Shitori, Ayame decide di barattare i progetti dell'arma di Ikoma con provviste e assistenza medica per i malati. Nel frattempo, durante i preparativi per il Tanabata, Ikoma comincia a vedere in Mumei la sua sorella defunta, ragion per cui le promette che troverà un modo per farla smettere di combattere e farla tornare umana. Il giorno dopo, in stazione arriva anche il treno dei Liberatori, noto gruppo di caccia volto allo sterminio dei kabane. Il loro capo è Biba, figlio dello shōgun nonché mentore di Mumei. |                |         |
| 8  | Il cacciatore silenzioso 「黙す狩人」 - Mokusu karibito | 2 giugno 2016  |         |
| 8  | Mentre Ikoma cerca di capire se Biba sia davvero un eroe o meno, un gruppo di cospiratori induce i kabane ad attaccare la stazione. I Liberatori non esitano a uscire fuori allo scoperto per gettarsi in un combattimento ravvicinato coi kabane, ma durante la battaglia Ikoma vede chiaramente Biba uccidere con piacere un assassino inviato col compito di attentare alla sua vita. Poco dopo, Biba offre ad Ayame di fare da scorta al suo treno fino al quartiere fortificato. Ikoma fiuta il pericolo e infatti, dopo aver scoperto che Biba è colui che ha trasformato Mumei in kabaneri, ha la conferma che di lui non ci si può fidare. |                |         |
| 9  | Le zanne della distruzione 「滅びの牙」 - Horobi no kiba | 9 giugno 2016  |         |
| 9  | Alle porte della stazione di Iwato, arriva ordine da parte del quartiere fortificato di non far passare il treno dei Liberatori, concreta minaccia per lo shōgun. Tuttavia, con uno stratagemma Biba riesce a convincere Mumei a farle abbassare di nascosto il ponte levatoio per mettere al sicuro anche i suoi compagni. Il risultato è immediato: mentre i sottoposti di Biba attirano i kabane nella stazione per seminare il panico, un kabaneri trasformato in colonia fusa crea un varco nelle mura per aprire la strada verso il quartiere fortificato. Sconvolta, Mumei chiede a Biba il perché di tutto ciò, scoprendo di lì a breve che il suo obiettivo è in realtà quello di raggiungere un mondo imparziale dove tutti saranno costretti a combattere e solo il più forte l'avrà vinta. Il prossimo passo è distruggere il quartiere fortificato, ultimo simbolo della codardia umana. |                |         |
| 10 | L'attacco dei deboli 「攻め上ぐ弱者」 - Semeagu jakusha | 16 giugno 2016 |         |
| 10 | Tenuti prigionieri dai Liberatori, Ikoma e gli altri escogitano un piano per ribellarsi al nemico mentre viaggiano alla volta del quartiere fortificato. Nel frattempo Biba convince Ayame a fargli incontrare suo padre lo shōgun per vendicarsi di ciò che accadde dieci anni prima: le racconta infatti di come, appena dodicenne, fu inviato a capo di un'armata contro i kabane e poi tradito, essendo stato abbandonato al suo destino senza che gli venissero più mandate provviste. Informato inoltre sui movimenti dei prigionieri, Biba prende una serie di precauzioni tra cui quella di fare il lavaggio del cervello a Mumei, che torna a obbedire ai suoi ordini. Il piano di ribellione dunque fallisce, e mentre Takumi viene colpito a morte da Biba, Ikoma viene gravemente ferito e buttato giù dal treno.                                                                         |                |         |
| 11 | Vita ardente 「燃える命」 - Moeru inochi | 23 giugno 2016 |         |
| 11 | Giunto al quartiere fortificato, Biba fa finta di essere stato catturato da Ayame per tramutare lo shōgun in kabane una volta portato al suo cospetto. Sfruttando il caos generato, il resto dei Liberatori apre i cancelli per disperdere altri kabane e far diventare Mumei una colonia fusa. Nel frattempo Ikoma, ritrovato da Kurusu, usa uno stimolante dei Liberatori per ampliare l'effetto del virus e tentare il tutto per tutto per sconfiggere Biba. |                |         |
| 12 | Koutetsujou 「甲鉄城」 - Kōtetsujō | 30 giugno 2016 |         |
| 12 | In preda all'effetto dello stimolante, Ikoma si fa strada tra i kabane fino a raggiungere Mumei. Tuttavia, prima di riuscire a iniettarle un rimedio per farla tornare normale, viene fermato da Biba che lo sfida a un combattimento all'ultimo sangue. Grazie anche all'aiuto di Mumei che gioca un ruolo cruciale nello scontro, Ikoma riesce a sconfiggere l'avversario e a far guarire la compagna, ma l'effetto intensificato del virus, pur non trasformandolo ancora in una colonia fusa, gli fa perdere i sensi. Fuggiti tutti a bordo del treno, il gruppo riparte dunque sano e salvo verso una nuova meta. Nel frattempo Ikoma, salvatosi anche lui grazie a un altro rimedio iniettatogli segretamente da Biba come ricompensa per la vittoria, continuerà a vivere, alla ricerca di un metodo per mantenere la sua promessa di far tornare Mumei umana.                                 |                |         |

### Colonna sonora
La colonna sonora della serie è stata prodotta e composta da Hiroyuki Sawano. Le sigle di apertura e chiusura sono rispettivamente Kabaneri of the Iron Fortress degli Egoist e ninelie di Aimer e Chelly.
Kōtetsujō no kabaneri Original Soundtrack
L'album della colonna sonora originale della serie è stato pubblicato il 18 maggio 2016. Il CD contiene sedici tracce, tra cui sette brani vocali.
1. Eliana – KABANERIOFTHEIRONFORTRESS (lett. "I kabaneri della fortezza di ferro") – 5:18 (testo: cAnON.)
2. mpi – Warcry (lett. "Grido di battaglia") – 4:14 (testo: Benjamin Anderson & mpi)
3. KGK – 5:23
4. JAnoPAN – 4:35
5. Mika Kobayashi – Through My Blood (lett. "Attraverso il mio sangue") – 4:13 (testo: cAnON.)
6. noname (lett. "senza nome") – 4:39
7. Hayajiro (88城?) – 4:35
8. VIVALABIBA – 3:58
9. ComeBack-ne (ComeBack音?) – 7:15
10. Benjamin Anderson – Next of Kin (lett. "Parenti stretti") – 3:27 (testo: Benjamin Anderson & mpi)
11. aragane eki No Ayame (araganeekiNo@8女? lett. "Ayame della stazione Aragane") – 4:38
12. KokuJOUki MACHINE kō (克JOU気MACHINE甲?) – 6:57
13. Cyua – Grenzlinie (lett. "Linea di confine") – 4:56 (testo: Rie)
14. Ktetsujō-abdli (Ktetsu上-abdli?) – 3:38
15. Mika Kobayashi – 1coma (lett. "Ikoma") – 5:30 (testo: cAnON.)
16. Eliana – icon (lett. "icona") – 4:23 (testo: cAnON.)

Durata totale: 77:39